# Bloch MB.200
El MB.200 era un avió de bombarder francès dissenyat i construït per la Société des Avions Marcel Bloch. Avió bimotor monoplà d'ala alta amb tren d'aterratge fix i estructura metàl·lica de tipus caixó. Se'n construïren al voltant de 200 exemplars en comanda per l'Exèrcit de l'aire francès. La llicència de construcció també fou adquirida per Txecoslovàquia i 32 unitats foren adquirides per la República a l'inici de la Guerra Civil espanyola completant-se en total les 332 unitats. Però, prompte quedà obsolet al principi de la Segona Guerra Mundial.

## Disseny i desenvolupament
El bombarder fou desenvolupat l'any 1932 arran la demanda de la Força aèria francesa d'un bombarder amb capacitat operativa de dia i de nit. El disseny era bimotor, monoplà d'ala alta metàl·lica de tipus cantilever amb un cos de secció rectangular i tren d'aterratge fix amb cabina tancada. L'armament defensiu es basava en tres posicions (frontal, dorsal i ventral) equipades amb una metralladora cadascuna.
Els primers prototips volaren el 26 de juny de 1933. I fou, junt amb el competidor Farman F.221, seleccionat per servir l'exèrcit amb una demanda inicial de 30 aparells feta l'1 de gener 1934. Oficialment inicià el seu servei aquest mateix any. Posteriorment, França incrementa la demanda d'aparells fins a un total de 208 unitats.

## Història operacional
La segona força aèria que seleccionà el MB.200 després de França fou Txecoslovàquia, part d'un programa de modernització de la flota iniciat l'any 1934. No obstant això les seves prestacions van fer que prompte quedés eclipsat per nous avions més capaços. Tot i això 74 aparells foren entregats abans de comprar la llicència de producció i transferir la producció a les empreses nacionals Aero i Avia completant-se 124 avions en total l'any 1937.
Espanya també adquirí dues unitats trenta dies després de l'inici de la Guerra Civil. Aquestes arribaren per aire a Barcelona. Més tard 30 aparells foren desmuntats i enviats per via marítima, aquests foren muntats als tallers d'Air France de Prat de Llobregat. Una tercera part del total foren abatuts i els aparells restants quedaren relegats a la defensa del Llevant durant la resta de la guerra servint l'Escuadra 7 i el Grupo 72 amb la resta de bombarders francesos. Cap sobrevisqué el conflicte.
Durant la invasió dels Sudets Alemanya requisà gran part de la flota de MB.200 Txecoslovacs, aparells que foren emprats com entrenadors i distribuïts entre els aliats satèl·lit com ara Bulgària.
França de Vichy també emprà el bombarder contra la invasió aliada del Líban i Síria l'any 1941.

## Variants

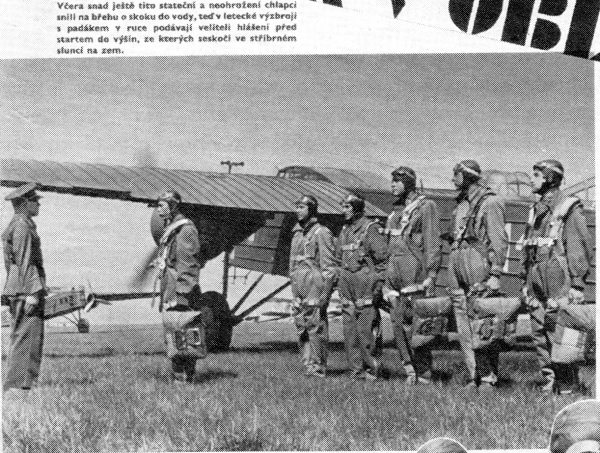
Tripulació txeca davant d'un MB.200.

### MB.200.01
Primers prototips d'avaluació.

### MB.200B.4
Variant més comuna amb dos motors Gnome-Rhône de 14 cilindres.

### MB.201
Variant amb dos motors Hispano-Suiza 12Ybrs.

### MB.202
Variant amb quatre Gnome-Rhône de 7 cilindres.

### MB.203
Versió de reconeixement amb dos Clerget 14F dièsel.

## Característiques tècniques (MB.200B.4)

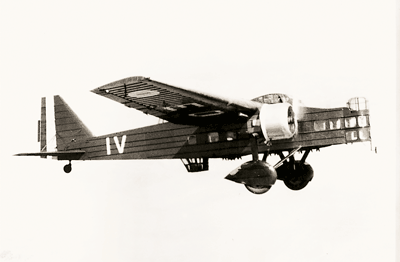
MB.200 enlairat.

### Generals
- Tripulació: 4-5
- Longitud: 16 m
- Amplada: 22,45 m
- Altura: 3,9 m
- Superfície alar: 62,5 m²
- Pes vuit: 4.300 kg
- Pes màxim: 7.480 kg
- Planta motriu: 2 × Gnome-Rhône de 14 cilindres, en configuració radial de refrigeració per aire i 649 kW de potència cadascun.

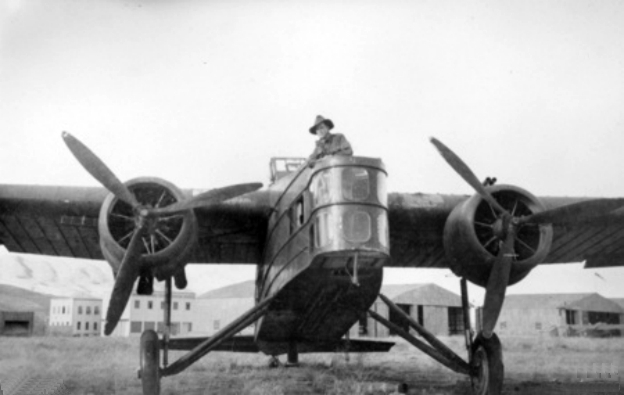
MB.200 capturat en França l'any 1941.

### Rendiment
- Velocitat màxima: 283 km/h
- Autonomia: 1.000 km
- Sostre: 8.000 m
- Ascens: 4,33 m/s

### Armament
- Armes: 3 metralladores defensives de 7.5 mm (MAC 1934).
- Bombes: 1.000 kg de càrrega explosiva com a màxim, generalment 20 unitats de 50 kg o 5 de 200 kg.

## Operadors

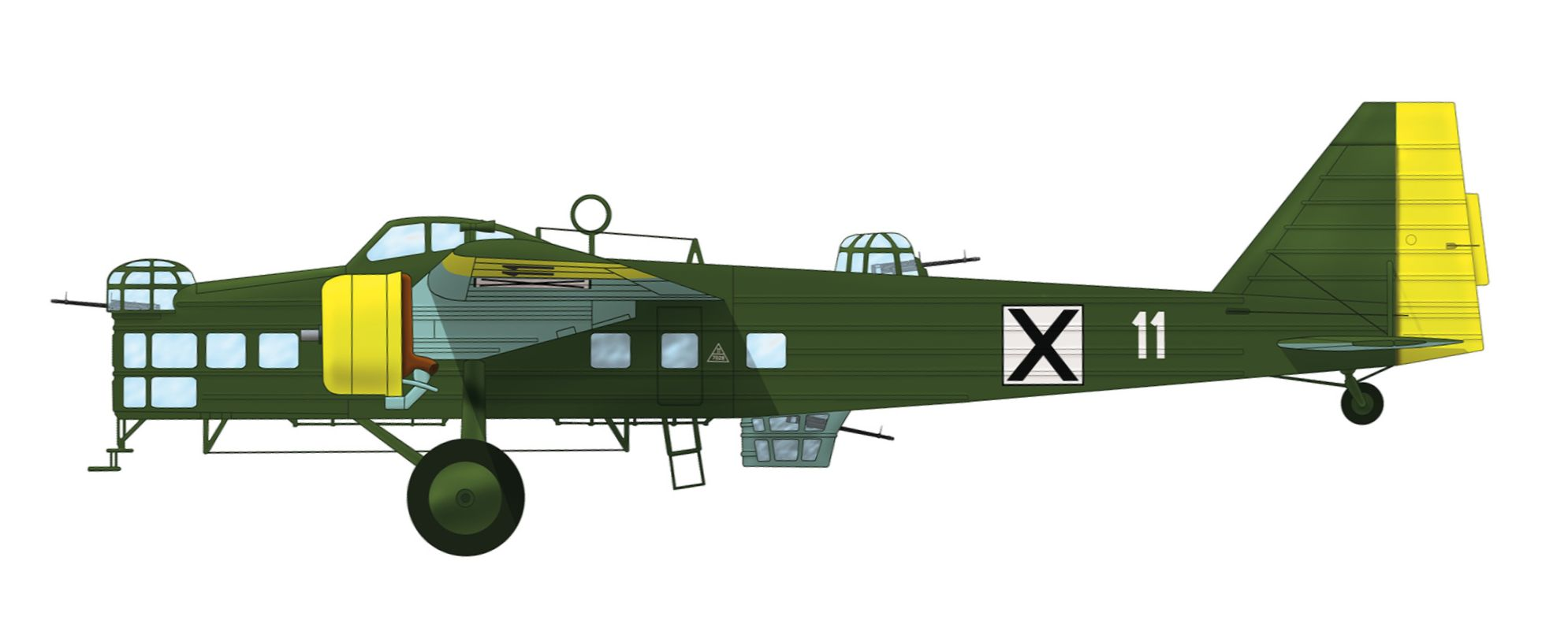
Aero MB.200, bulgar l'any 1941.

Alemanya
Luftwaffe capturats després la invasió de França i utilitzats com entrenadors
 Bulgària
Força aèria búlgara - Adquirí 12 aparells txecs en 1939 i els utilitzà com entrenadors.
 Espanya
Força aèria de la República espanyola (FARE) en va rebre 30 de França, cap aparell sobrevisqué la guerra.
 França
Armée de l'Air 200 aparells produïts l'any 1935.
 TxecoslovàquiaForça Aèria Txecoslovaca comprats i de producció pròpia.